# Цезий Назика
Цезий Назика (на латински: Caesius Nasica) е римски военачалник от 1 век.
Произлиза от фамилята Цезии от Умбрия. Става роднина с Династията на Флавиите. Назика е по-голям брат на Квинт Петилий Цериалис Цезий Руф, който е осиновен от фамилията Петилии и е женен за Домицила Младша, единствената дъщеря на бъдещия император Веспасиан и съпругата му Домицила Старша.
Назика е командир на IX Испански легион в Британия.
През 52 г. управителят на Британия Авъл Дидий Гал (52 до 57) го изпраща като командир на легион да спаси трона на царицата на бригантите Картимандуа в борбата за трона със съпруга ѝ Венуций.